# Carlos Torrent
Carlos Torrent Tarres (Sarrià de Ter, 29 agosto 1974) è un ex pistard spagnolo.

## Palmarès

### Olimpiadi
- 1 medaglia:
  - 1 bronzo (Atene 2004 nell'inseguimento a squadre)

### Mondiali
- 1 medaglia:
  - 1 bronzo (Melbourne 2004 nell'inseguimento a squadre)